# Bruto capitolino

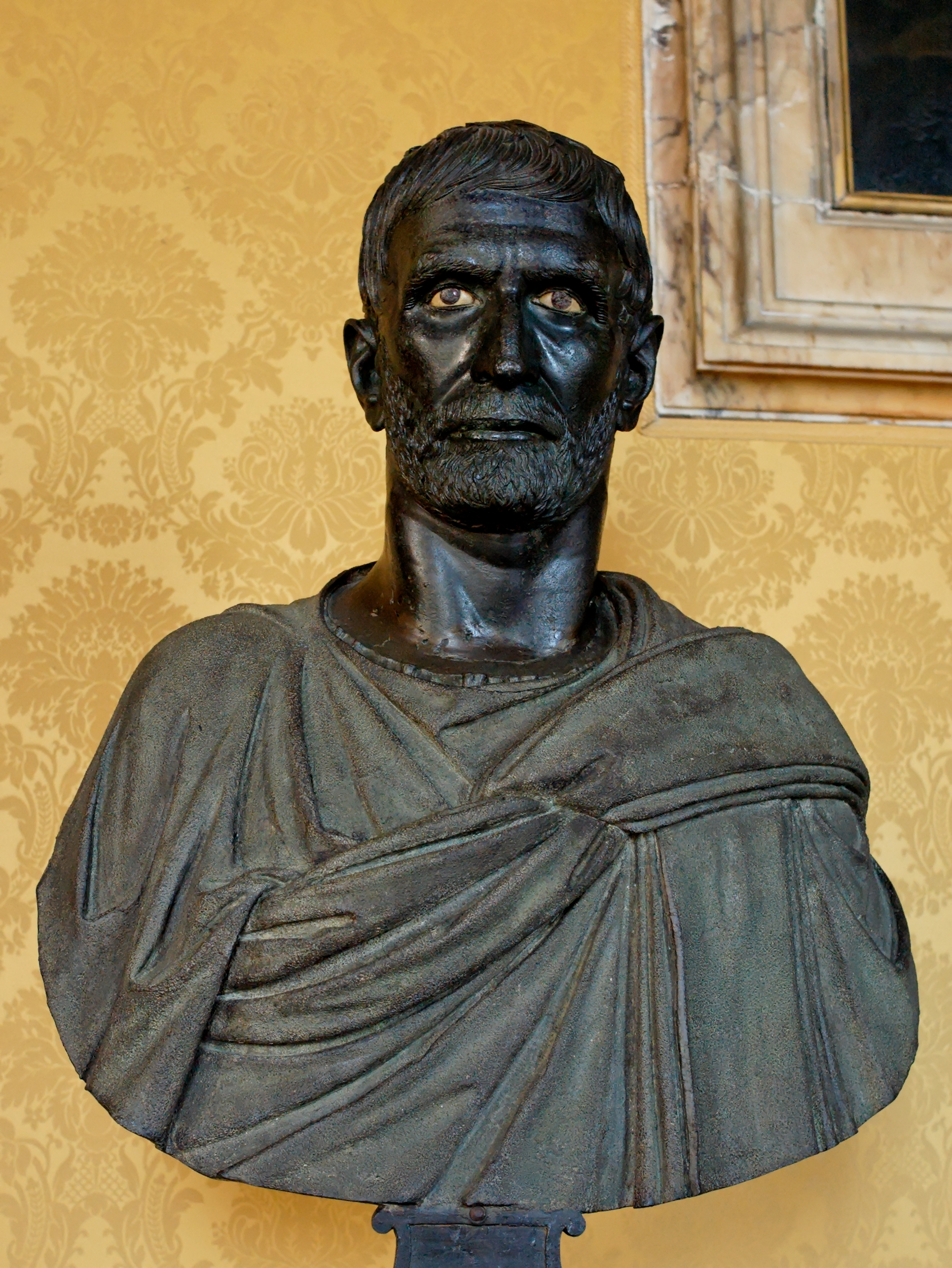
Il busto con le integrazioni

Il cosiddetto Bruto capitolino è una statua bronzea con occhi in avorio e pasta vitrea, conservata nei Musei Capitolini a Roma. Solo la testa è antica.
La statua è conosciuta fin dal Cinquecento e l'identificazione con Lucio Giunio Bruto, il mitico fondatore della Repubblica romana, venne condotta tramite i confronti con i ritratti sulle monete del 59 e 43 a.C. fatte coniare dal presunto suo discendente Marco Giunio Bruto, l'assassino di Cesare. Oggi viene accolta come ipotesi suggestiva e non del tutto impossibile. Durante la campagna napoleonica in Italia, nel 1797, fu portata a Parigi per volontà del generale Napoleone, insieme alle altre opere prelevate per mezzo del Trattato di Tolentino, quali il Galata morente, la Venere Capitolina, e lo Spinario, nel contesto delle spoliazioni napoleoniche. La statua ritornò poi a Roma nel 1815 e fu da quel momento esposta presso i Musei Capitolini, dove è a tutt'oggi conservata, grazie all'intervento del Canova successivamente al Congresso di Vienna.

## Descrizione
La parte originaria doveva far parte di una statua più grande andata perduta. La testa, a parte una risarcitura nella calotta, ci è giunta integra, ed è uno straordinario esempio di ritrattistica romana di epoca medio repubblicana.
La raffigurazione del personaggio è caratterizzata dalla barba, resa in ciocchette diseguali, e da una capigliatura che ricade senza un ordine stereotipato sulla fronte.

## Profilo artistico e ipotesi di datazione
I caratteri indicano una ricerca fisiognomica verso un ritratto, con connotazioni psicologiche come la gravitas e l'ideale tensione tipica del patriziato romano.
Il ritratto, se confrontabile davvero con quello sulle monete, è però ideale, non eseguito al tempo della persona, quindi più che altro si tratta di una ricostruzione dell'aspetto e delle qualità psicologiche del personaggio.
Messo in confronto con altre teste statuarie di produzione medio-italica (come la testa fiesolana al Louvre o l'Arringatore di Firenze), si nota in comune una certa sensibilità alle proporzioni e all'anatomia generale. È diversa invece la resa dei particolari, che nel caso del Bruto, sono un elemento tutt'altro che accessorio, anzi la loro resa minuta e secca indica un rapporto con la ritrattistica ellenistica dell'inizio del III secolo a.C.
Da questi paragoni si è giunti a ipotizzare una datazione risalente al primo quarto del III secolo a.C., che coincide nella storia romana con un momento di grande espansione culturale e politica. In quello stesso periodo, quando la città si era avviata ormai al predominio di tutta la penisola, si è infatti riscontrato anche un particolare entusiasmo nella spinta alla ricerca di documenti del passato a sostegno della politica imperialista ormai avviata.